# المنعطف الخاطئ 5: سلالات
المنعطف الخاطئ 5: سلالات أو المنعطف الخاطئ 5: أسلاف (بالإنجليزية: Wrong Turn 5: Bloodlines)‏ فيلم رعب تم انتاجه في الولايات المتحدة وصدر سنة 2012. من بطولة دوغ برادلي وكاميلا أرفويدسون، وهو الجزء الخامس في سلسلة أفلام لفة خاطئة.

## القصة
مجموعة من الطلاب في رحلة للاستمتاع بوقتهم معًا في الجبال، ومن أجل الاحتفال بعيد الهالويين في تلك المنطقة، ولكن للأسف الأمور لم تسر على النحو المطلوب مطلقا.

## وصلات خارجية
- المنعطف الخاطئ 5 خطوط الدم على موقع IMDb (الإنجليزية)
- المنعطف الخاطئ 5 خطوط الدم على موقع روتن توميتوز (الإنجليزية)
- المنعطف الخاطئ 5 خطوط الدم على موقع نتفليكس (الإنجليزية)
- المنعطف الخاطئ 5 خطوط الدم على موقع قاعدة بيانات الأفلام العربية
- المنعطف الخاطئ 5 خطوط الدم على موقع ألو سيني (الفرنسية)
- المنعطف الخاطئ 5 خطوط الدم على موقع Turner Classic Movies (الإنجليزية)
- المنعطف الخاطئ 5 خطوط الدم على موقع أول موفي (الإنجليزية)
- المنعطف الخاطئ 5 خطوط الدم على موقع فيلمافينيتي (الإسبانية)
- المنعطف الخاطئ 5 خطوط الدم على موقع قاعدة بيانات الأفلام السويدية (السويدية)
- المنعطف الخاطئ 5 خطوط الدم على موقع قاعدة بيانات الفيلم (الإنجليزية)
- المنعطف الخاطئ 5 خطوط الدم على imdb
- المنعطف الخاطئ 5: خطوط الدم على rotten tomatos